# New York, New York
Pour les articles homonymes, voir New York, New York (homonymie).
Pour plus de détails, voir Fiche technique et Distribution.
New York, New York est un film musical américain réalisé par Martin Scorsese et sorti en 1977.
Après le succès commercial de Taxi Driver, Martin Scorsese connait ici un échec cuisant. Les critiques parues dans la presse seront également mitigées. 

## Synopsis
Le 15 août 1945 marque la victoire des États-Unis sur le Japon. Comme dans d'autres villes du pays, New York est en fête. Dans une boite de jazz, Jimmy en chemise hawaïenne drague et finit par jeter son dévolu sur Francine qui l'éconduit plusieurs fois, jusqu'à ce qu'un concours de circonstances les réunisse de nouveau. Ayant contraint Francine à l'accompagner à une audition, ils se découvrent leurs talents réciproques, Jimmy pour le saxophone et Francine pour la chanson de jazz.
Francine et Jimmy vont alors vivre en couple avec des hauts et des bas, Francine s'efforçant de composer avec le caractère cyclothymique et macho de son compagnon. Leurs carrières artistiques en duo fluctuent de même, avec pas mal de désillusions, mais ils finissent par rencontrer le succès chacun de leur côté. Lorsque Francine apprend à Jimmy qu'elle est enceinte, celui-ci feint d'abord de l'accepter, mais le jour de la naissance, il refuse de voir le bébé et abandonne Francine.
Plusieurs années après, Francine est devenue une grande vedette du disque et de l'écran. Lorsqu'elle se produit à New York, Jimmy va l'applaudir seul ; à l'entracte il entre dans sa loge. Ils se quittent après avoir échangé quelques mots, puis une fois sorti, il lui téléphone d'une cabine, lui proposant de terminer la soirée en tête à tête dans un restaurant chinois et lui donne rendez-vous à l'extérieur. Francine accepte mais au dernier moment se ravise, et Jimmy, comprenant qu'elle ne viendra pas, quitte les lieux.

## Fiche technique
- Titre : New York, New York
- Réalisation : Martin Scorsese
- Scénario : Earl Mac Rauch, Mardik Martin, d'après une histoire d'Earl Mac Rauch
- Photographie : László Kovács
- Direction artistique : Boris Leven et Harry R. Kemm
- Supervision et direction musicale : Ralph Burns
- Chansons originales : John Kander et Fred Ebb
- Solos de saxophone ténor joués par : Georgie Auld
- Montage : Tom Rolf, Bertrand Lovitt et David Ramirez
- Costumes : Theadora Van Runkle
- Production : Robert Chartoff et Irwin Winkler ; producteur associé : Gene Kirkwood
- Budget : 14 000 000 USD
- Pays de production :  États-Unis
- Genre : drame musical
- Format : Couleurs Technicolor - 1,66:1 - son stéréo
- Durée : 155 minutes ; 136 minutes (ressortie), 163 minutes (ressortie)
- Dates de sortie[1]:
  - États-Unis : 21 juin 1977
  - France : 26 octobre 1977
- Affiche : Jouineau Bourduge (France)

## Distribution
- Liza Minnelli (VF : Arlette Thomas) : Francine Evans
- Robert De Niro (VF : Sylvain Joubert) : Jimmy Doyle
- Lionel Stander (VF : Henry Djanik) : Tony Harwell, l'impresario
- Barry Primus (VF : Gilles Guyot) : Paul Wilson
- Mary Kay Place : Bernice Bennett
- Georgie Auld (VF : Jean Michaud) : Frankie Harte
- George Memmoli (en) (VF : Jacques Richard) : Nicky
- Dick Miller (VF : Albert Augier) : le propriétaire du Palm Club
- Murray Moston (VF : Paul Mercey) : Horace Morris
- Leonard Gaines (VF : Michel Derain) : Artie Kirks, le producteur de chez Decca
- Adam David Winkler (VF : Marcelle Lajeunesse) : Jimmy Doyle Jr.
- Dimitri Logothetis (VF : Daniel Gall) : le réceptionniste du premier hôtel
- Clarence Clemons (VF : Robert Liensol) : Cecil Powell
- Frank Sivero (VF : Bernard Murat) : Eddie Di Muzio
- Harry Northup : Alabama
- Don Calfa : Gilbert
- Kathie McGinnis (VF : Liliane Patrick) : Ellen Flennery
- Bill Baldwin (VF : Jean-Claude Michel) : le présentateur du concert de Tommy Dorsay
- Casey Kasem (VF : Serge Lhorca) : DJ aka  Midnight Bird
- David Nichols (VF : José Luccioni) : Arnold Trench
- Joey Forman (VF : Raoul Curet) : l'automobiliste qui se dispute avec Doyle (non crédité)

## Production

### Attribution des rôles
En choisissant Liza Minnelli, Martin Scorsese rend hommage aux films musicaux qu'a tourné le père de l'actrice, Vincente Minnelli (Le Chant du Missouri, Brigadoon, etc.).

### Tournage
Le tournage a eu lieu en Californie (Metro-Goldwyn-Mayer Studios de Culver City, Downtown Los Angeles, Park Plaza Hotel, ...) et à New York.
L'assistant de Martin Scorsese, Steven Prince, a dirigé une scène après une dispute entre Scorsese et De Niro qui a provoqué le départ momentané du réalisateur. Globalement, le tournage a été marqué par divers problèmes, notamment la toxicomanie prononcée de Martin Scorsese. Par ailleurs, recréer le New York des années 1940 en studio s'est avéré très compliqué et très coûteux. De plus, le tournage en Technicolor est assez contraignant.

### Musique
Le morceau phare de l'album est le thème New York, New York, composé par John Kander, avec des paroles de Fred Ebb et interprété par Liza Minnelli. En 1979, Frank Sinatra reprend la musique et modifie quelques paroles de la chanson pour son album Trilogy: Past Present Future (en), sorti en 1980. Ce sera un énorme succès.
Liste des titres
1. Main Title (pot-pourri : Theme / You Are My Lucky Star / Just You, Just Me / The Man I Love) - Ralph Burns (1:53)
2. You Brought a New Kind of Love to Me - Liza Minnelli (1:47)
3. Flip the Dip - orchestre (2:13)
4. V.J. Stomp - orchestre (1:08)
5. Opus Number One - orchestre (8:49)
6. Once in a While - Liza Minnelli (2:17)
7. You Are My Lucky Star - Liza Minnelli (1:18)
8. Game Over - orchestre (2:25)
9. It's a Wonderful World - orchestre (2:08)
10. The Man I Love - Liza Minnelli (3:20)
11. Hazoy - orchestre (2:38)
12. Just You, Just Me - Liza Minnelli (2:29)
13. There Goes the Ball Game - Liza Minnelli (1:27)
14. Blue Moon - Robert De Niro / Mary Kay Place (3:28)
15. Don't Be That Way - orchestre (0:44)
16. Happy Endings - Liza Minnelli / Larry Kert (11:39)
17. But the World Goes 'Round - Liza Minnelli (3:58)
18. Theme from “New York, New York” - orchestre (2:49)
19. Honeysuckle Rose - Diahnne Abbott (2:16)
20. Once Again Right Away - orchestre (2:04)
21. Bobby's Dream" - orchestre (3:58)
22. Theme from “New York, New York” - Liza Minnelli (3:16)
23. Theme from “New York, New York” (Reprise)" - orchestre (1:13)

## Sortie

### Box-office
Après le succès de Taxi Driver, Martin Scorsese rencontre ici un échec au box-office. Le film ne rapporte que 16 millions de dollars aux États-Unis, pour un budget d'environ 14 millions de dollars. Cet échec enfoncera davantage le réalisateur dans la dépression et la drogue.
Le lendemain de sa sortie, le film fut écrasé par la concurrence du film d'animation Les Aventures de Bernard et Bianca des Studios Disney rencontrant un incroyable succès avec 19 millions de dollars aux États-Unis, pour un budget de 7,5 millions de dollars.

## Récompenses et distinctions
Source : Internet Movie Database

### Récompenses
- Prix Sant Jordi du cinéma 1978 : meilleure performance dans un film étranger pour Robert De Niro

### Nominations
- Golden Globes 1978 : meilleur film musical ou de comédie, meilleure actrice dans un film musical ou une comédie pour Liza Minnelli, meilleur acteur dans un film musical ou une comédie pour Robert De Niro, meilleure chanson originale pour New York, New York
- BAFTA 1978 : meilleurs costumes pour Theadora Van Runkle, meilleur son

## Version longue
Le premier montage durait près de 4 heures. Martin Scorsese raccourcit d'abord le film à 153 minutes, puis 136 minutes. En 1981, certaines séquences (dont Happy Endings) sont restaurées et intégrées au film, pour une durée de 163 minutes. 